# 산 마메스
산 마메스(스페인어: San Mamés)는 스페인 바스크 지방의 빌바오에 위치한 축구 경기장이다. 아틀레틱 빌바오의 홈 구장으로 사용되고 있다.
2004년부터 경기장 건설 계획이 마련되었으며 2006년 3월에 경기장 건설 계획이 승인되었다. 2010년 5월 26일 낮 12시에 옛 산 마메스가 있던 곳에서 기공식을 가졌다. 경기장 건설 비용으로 사용된 2억 1,100만 유로 가운데 52.6%가 공공 기구를 통해 지급되었는데 바스크 지방 정부, 빌바오 시 의회, 비스카야도 의회가 건설 비용을 분담했다. 2013년 9월 16일에 경기장 개장식이 열렸다. 아틀레틱 빌바오는 이 날 밤 10시에 열린 첫 경기이자 셀타 비고와의 라리가 경기에서 3-2 승리를 기록했다.
2014년 9월 19일에는 UEFA 유로 2020 경기가 열릴 경기장 가운데 한 곳으로 선정되었는데 원래는 조별 예선 3경기, 16강전 1경기가 열릴 예정이었다. 하지만 코로나19 범유행의 여파로 인하여 해당 계획은 세비야에 위치한 에스타디오 데 라 카르투하에서 개최하는 것으로 변경되었다.